# 西堡镇
西堡镇，是中华人民共和国青海省西宁市湟中区下辖的一个乡镇级行政单位。

## 行政区划
西堡镇下辖以下地区：
西堡社区、西堡村、佐署村、堡子村、东花园村、西花园村、羊圈村、寺尔寨村、新平村、东堡村、西两旗村、东两旗村、葛一村、葛二村、条子沟村、丰台沟村、羊圈沟村、青山村、张家尧村和鲍家沟村。